# معاهدة ريغا

حدود بولندا بعد معاهدة ريغا

معاهدة ريغا تسمى كذلك صلح ريغا هي معاهدة عقدت في 18 مارس 1921 في مدينة ريغا بين الاتحاد السوفيتي وأوكرانيا من جهةٍ وبولندا من حهةٍ أخرى. أنهت رسمياً الحرب البولندية السوفيتية (1919م-1920م)، رسمت بالمعاهدة الحدود بين بولندا والأتحاد السوفيتي ودفع السوفيت تعويضاً لبولندا بمقدار 30 مليون روبل.
ظلت الحدود السوفيتية البولندية التي حددتها المعاهدة قائمة حتى الحرب العالمية الثانية، وأُعيد رسمها لاحقًا خلال مؤتمر يالطا ومؤتمر بوتسدام.

## مفاوضات
بدأت محادثات السلام في مينسك في 17 أغسطس عام 1920، وانتقلت إلى ريغا مع اقتراب الهجوم البولندي المضاد، واستؤنفت في 21 سبتمبر. اقترح السوفيت حلين، فكان الأول في 21 سبتمبر والثاني في 28 سبتمبر. قدم الوفد البولندي عرضًا مضادًا في 2 أكتوبر. قدم السوفيت تعديلات على العرض البولندي بعد ثلاثة أيام، وقبلتها بولندا. وُقِّعت الهدنة في 12 أكتوبر ودخلت حيز التنفيذ في 18 أكتوبر عام 1920. تمثل المفاوضون الرئيسيين جان دوبسكي عن بولندا، وأدولف جوفي عن جمهورية روسيا الاتحادية الاشتراكية السوفيتية. أصر الجانب السوفيتي بنجاح على استبعاد الممثلين الأوكرانيين غير الشيوعيين من المفاوضات.
دفعت النكسات السوفيتية العسكرية وفدهم إلى تقديم تنازلات إقليمية كبيرة لبولندا في المناطق الحدودية المتنازع عليها. بدا الأمر للعديد من المراقبين كما لو أن الجانب البولندي أجرى محادثات ريغا وأن بولندا خسرت الحرب. سيطر أعضاء من الحزب الوطني الديمقراطي على الوفد البولندي، والذين كانوا من المعارضين السياسيين لبيوسودسكي. لم يرغب الديموقراطيون الوطنيين في أن تشكل الأقليات غير البولندية في الدولة البولندية الجديدة أكثر من ثلث إجمالي السكان؛ وبالتالي كانوا على استعداد كبير لقبول الحدود البولندية السوفيتية باتجاه الغرب من بين العروض التي قدمها السوفيت؛ وذلك على الرغم من أنها ستترك مئات الآلاف من البولنديين العرقيين على الجانب السوفيتي من الحدود.
دُفِع هذا القرار أيضًا بأهداف سياسية. كانت قاعدة الدعم الشعبي للديمقراطيين الوطنيين بين البولنديين في وسط وغرب بولندا. كان دعم الديمقراطيين الوطنيين يفوق بشكل كبير دعم بيوسودسكي في شرق البلاد وفي المناطق الحدودية المتنازع عليها؛ وكان عدد البولنديين يفوق عدد الأوكرانيين أو البيلاروسيين في الريف وخارج المدن. أدى ذلك إلى عدم وقوف الحدود البعيدة جدًا باتجاه الشرق ضد الهدف الأيديولوجي للديمقراطيين الوطنيين المتمثل في تقليل عدد الأقلية السكانية في بولندا إلى الحد الأدنى بالإضافة إلى آفاقهم الانتخابية. فضل الرأي العام الحربي في بولندا أيضًا إنهاء المفاوضات، وظل كلا الجانبين تحت ضغط عصبة الأمم للتوصل إلى اتفاق.
أجرت بعثة برلمانية خاصة، تتألف من ستة أعضاء من مجلس النواب البولندي، تصويتًا على قبول التنازلات البعيدة المدى التي قدمها السوفيت، والتي كانت ستغادر مينسك على الجانب البولندي من الحدود. رُفِض 100 كم من الأراضي الإضافية تحت ضغط المنظِّر الديموقراطي الوطني ستانيسواف غرابسكي، وهو انتصار للعقيدة القومية وهزيمة فادحة لفيدرالية بيوسودسكي.
استمرت مفاوضات السلام لأشهر بسبب امتناع الاتحاد السوفيتي عن التوقيع. أصبح الأمر أكثر إلحاحًا بالنسبة للقيادة السوفيتية التي اضطرت للتعامل مع الاضطرابات الداخلية المتزايدة في نهاية عام 1920، مثل تمرد تامبوف ولاحقًا تمرد كرونشتات ضد السلطات السوفيتية. أمر فلاديمير لينين المفوضين السوفيت نتيجة لذلك بوضع اللمسات الأخيرة على معاهدة السلام مع بولندا.
قسمت معاهدة ريغا، الموقعة في 18 مارس عام 1921، الأراضي المتنازع عليها في بيلاروسيا وأوكرانيا بين بولندا وروسيا وأنهت النزاع.